# Давидівський заказник
Дави́дівський заказник — гідрологічний заказник місцевого значення в Україні. Розташований у межах Лубенського району Полтавської області, на південь від села Давидівка. 
Площа 120 га. Статус присвоєно згідно з рішенням облради від 30.01.1998 року. Перебуває у віданні: Давидівська сільська рада. 
Статус присвоєно для збереження водно-болотних угідь на заплаві річки Руда (притока Переводу). Місце гніздування та відпочинку під час міграцій біляводних і водоплавних птахів. 